# Josh Wink
Josh Wink (pseudoniem van Joshua Winkelman) (Philadelphia, 20 april 1970) is een Joods-Amerikaanse dj en producer. Hij werd bij het grote publiek bekend door zijn destijds opvallende nummers Higher State of Consciousness en Don't Laugh die uitkwamen in 1995. De stijl van Wink, zoals hij zich ook noemt, is een combinatie van de housestijlen acid, techno en club. Samen met King Britt is hij oprichter van het label Ovum Recordings. Sinds 2001 beheert hij dit label in zijn eentje.

## Beginjaren
Winkelman groei op in Philadelphia en begint wanneer hij dertien is als hulpje bij een lokale drive-in discotheek. Later begint hij ook zelf een drive-in. Halverwege de jaren tachtig ontdekt hij Hiphop en House. Hij zet zich daarna in om ook in Philadelphia een scene van de grond te krijgen. Hij begint daarvoor onder andere feesten te organiseren in kraakpanden. Via deze feesten ontmoet hij zijn plaatsgenoot King Britt. Met hem begint hij in de vroege jaren negentig met het produceren van muziek. Zijn eerste plaat is het nummer Tribal Confusion dat hij met Britt produceert. Dit verschijnt op het Strictly Rhythm-label. De jaren daarna produceert hij zo nu en dan platen, soms weer in samenwerking met King Britt. Samen richten ze het platenlabel Ovum Recordings op. Hier verschijnt in 1994 de track Liquid Summer. Dit nummer is een bescheiden succes en speelt het in de kijker in Europa.

## Higher State of Consciousness
De echte doorbraak komt in 1995 naar een groter publiek met de opvallende gimmicktrack Don't Laugh, die een wereldwijde hit wordt onder de naam Winx. Als Size 9 heeft hij niet lang daarna een clubhit met I'm Ready. Het grootste succes komt echter met Higher State of Consciousness, dat eind 1995 en begin 1996 de wereld over gaat. In het Verenigd Koninkrijk bereikt het donkere en harde nummer de top 10. Het nummer wordt later dat jaar nog door Mixmag uitgeroepen tot een van de beste tracks aller tijden. Het groeit uit tot een van de grootste klassiekers in de dancescene en wordt gesampled in andere hits zoals Up To No Good van Porn Kings en We Will Surive van Warp Brothers. In 2007 wordt het nogmaals een bescheiden hitje door een remix van TV Rock en Dirty South. Het nummer staat op zijn debuutalbum Left Above The Clouds (1996). Ook worden zijn oudere tracks verzameld uitgebracht. Remixes maakt hij in deze periode voor Towa Tei, Moby en N-Joi. Twee jaar later verschijnt Herehear. Op dit artiestenalbum werkt hij met diverse gasten waarvan plaatsgenote Ursula Rucker en Trent Reznor de meest opvallende zijn. Toch doet dit album weinig stof opwaaien.

## Latere successen
Nieuw succes is er wanneer hij in 2000 een remake maakt van French Kiss van Lil Louis. Zijn versie heet How's Your Evening So Far, en bereikt in meerdere landen de hitlijsten. Iets meer bescheiden is het succes van Superfreak (Freak) in 2002. Een kaal nummer dat op het album 20 To 20 staat. Dit album is in tegenstelling tot zijn voorganger compromisloos op de club gericht en heeft geen ambitie om meer te zijn dan dat. Een belangrijke remix opdracht krijgt hij in 2003 van Sting, voor zijn single Send Me Your Love. Als dj mixt hij tussen 1999 en 2006 de drie Profound Sounds albums. In 2009 verschijnt When A Banana Was Just A Banana, dat goede recensies krijgt. Het album is iets vriendelijker dan zijn voorganger en valt op door het cartooneske artwork dat gemaakt is door Parker Jacobs. Ook alle singles zijn van dit artwork voorzien. Van het album verschijnt ook een remixalbum met remixen door Chateau Flight, Pascal F.E.O.S. en Slam. Daarna verschijnen er nog een reeks singles. In 2019 maakt hij het nummer Destination Mars samen met Maceo Plex.

## Discografie

### Albums
- Left Above The Clouds (1996)
- A Higher State Of Wink's Works - Compiled (1996) (compilatie)
- Herehear (1998)
- Profound Sounds Vol. 1 (1999) (mixcompilatie)
- 20 To 20 (2003)
- Profound Sounds Vol. 2 (2003) (mixcompilatie)
- Profound Sounds Vol. 3 (2006) (mixcompilatie)
- Josh Wink's Acid Classics (2007)
- When A Banana Was Just A Banana (2009)
- When A Banana Was Just A Banana Remixed & Peeled (2010)
- Ovum Mix (2015) (mixcompilatie)

### Hitsingles
| Single met eventuele hitnotering(en) in de Nederlandse Top 40 | Datum van verschijnen | Datum van binnenkomst | Hoogste positie | Aantal weken | Opmerkingen             |
| ------------------------------------------------------------- | --------------------- | --------------------- | --------------- | ------------ | ----------------------- |
| Don't Laugh                                                   |                       | 10-06-1995            | 13              | 6            | Dancesmash op Radio 538 |
| Higher State of Consciousness                                 |                       | 07-09-1996            | tip3            | -            |                         |
| Higher State Of Consciousness (TV Rock & Dirty South Remix)   |                       | 08-09-2007            | 53              | -            |                         |

- Biblioteca Nacional de España: XX1552210
- Bibliothèque nationale de France: cb139751273 (data)
- Gemeinsame Normdatei: 135011515
- International Standard Name Identifier: 0000 0001 0837 3993
- Library of Congress Control Number: no2001038108
- MusicBrainz: 996a7ed9-d3ae-4a09-819d-c864e7056b47
- Virtual International Authority File: 37109931
- WorldCat: E39PBJrKMWVDdBmh79Rkb9wV4q